# Буданов Абрам Єфремович
Буданов Абрам Єфремович (1886—1929) — анархо-махновець учасник махновського руху в Донбасі. Неззмінний член Реввійськради РПАУ.

## Життєпис
Народився 1882 році в селі Старий Крим Маріупольського повіту, тут же здобув освіту чотири класи.
Приєднався до анархістів-комуністів в 1905 році, учасник Революції 1905—1907 років в Луганську. У 1917—1918 роках займався організацією анархо-синдикалістських профспілок серед шахтарів Донбасу, потім брав участь у підпільній боротьбі проти Української Держави гетьмана Павла Скоропадського.
Навесні 1919 року приєднався до Махновського руху. У серпні 1919 організував і очолив Анархо-Махновське повстання в частинах червоної 58-ї дивізії. 1 вересня 1919 року Абрама було обрано до революційної військової ради армії РПАУ в селі Добровеличківці.
У РПАУ командував Першою Донською бригадою, що згодом була перетворена на корпус (1919), керував партизанською боротьбою в Харківській і Донецькій губерніях (1920), був членом Ради революційних повстанців України.
Ввечері 23 лютого 1920 року приїхав разом з махновцями в Гаврилівку. Буданов скликав мітинг в селі і власноручно розклеював листівки. Наприкінці березня 17-18 числа в селі Б. Янісоль вів політичну та пропогандистську роботу. В Олександрівці у культурно-просвітній відділ 29 травня обрали Буданова, призначивши його головою відділу.
29 вересня 1920 року утворена Дипломатична комісія Ради РПАУ яка вирушила до Харкова для підтримки зв'язку з радянським урядом членом дипмісії був обраний Буданов.
Його було заарештовано при розриві військово-політичної угоди з російсько-більшовицькою владою 26 листопада 1920 року, але влітку 1921 року він утік з Рязанської в'язниці і повернувся, очолював повстанський рух, поки його не було розбито в 1922 року на Донбасі.
До кінця 1928 року організував підпільну анархічну групу під Маріуполем, розкриту ДПУ УСРР у листопаді 1928 року.
У 1995 році посмертно був реабілітований.